# Anka Pogačnik
Anka Pogačnik, slovenska judoistka, * 23. december 1991.
Je trikratna zmagovalka tekem Grand Prix, kjer je osvojila še eno srebrno in štiri bronaste medalji v kategoriji do 70 kg. Na evropskih prvenstvih je osvojila bronasti medalji v letih 2015 v Bakuju na ženski ekipni tekmi in 2022 v Sofiji v kategoriji do 70 kg. V Isti kategoriji je nastopila na Poletnih olimpijskih igrah 2024 v Parizu in se uvrstila v drugi krog tekmovanja.